# Mende-Loko jezici
Mende-Loko jezici (privatni kod: mdlk), skupina od (2) nigersko-kongoanska jezika koja se govore u Sijera Leoni. S jezikom bandi [bza] čine širu skupinu mande-bandi, porodica mande.
Predstavnici su loko ili landogo 138.000 govornika (2006) i mende ili boumpe, 1.499.700, od čega 19.700 u Liberiji (Vanderaa 1991). Snaki ovaj jezik ima po nekoliko dijalekata.

## Vanjske poveznice
- Ethnologue (14th)
- Ethnologue (15th)